# (120347) Salacia
(120347) Salacia, que tenía la designación provisional de: (120347) 2004 SB60, es un  objeto transneptuniano que reside en el cinturón de Kuiper. Fue descubierto el 22 de septiembre de 2004, por Henry G. Roe, Michael E. Brown, y Kristina M. Barkume desde el observatorio de Palomar. En las listas del sitio web de Michael E. Brown, Salacia aparece como un objeto con grandes posibilidades de ser un planeta enano. Actualmente se estima que su diámetro está ligeramente por encima de los 900 km.
Fue observado unas 100 veces, y se recuperó en imágenes que nos retrotraen hasta el año 1982. Salacia orbita alrededor del Sol a una distancia media ligeramente mayor que la de Plutón.

## Nombre
A (120347) 2004 SB60 se le asignó el nombre de Salacia el 18 de febrero de 2011. Salacia es la diosa del agua salada y mujer de Neptuno. El nombre de su satélite, Actaea, le fue también asignado ese mismo día. Actaea en la mitología es una nereida o ninfa del mar.

## Propiedades físicas
Aunque Salacia tiene una inclinación de 24°, no es un miembro da familia de Haumea, ya que su espectro no infrarrojo próximo es prácticamente plano y sugiere una cantidad inferior al 5 % de hielo de agua. La masa total del sistema Salacia-Actaea es de 4,66 ± 0,22 × 1020 kg. Sobre la base de sus diámetros relativos, el 96 % de la masa del sistema debería pertenecer a Salacia. Salacia tiene el albedo y la densidad más baja de entre los objetos transneptunianos de tamaño similar.

## Satélite
Salacia tiene un satélite, llamado Actaea, que orbita alrededor de su objeto primario cada 5494 días a una distancia de 5619 ± 87 km y con una excentricidad de 0,0084 ± 0,0076. Su diámetro es de unos 303 ± 35 km. Fue descubierto el 21 de julio de 2006 por Keith S. Noll, Harold Levison, Denise Stephens y Will Grundy, gracias al uso del telescopio Hubble.